# علي جناح التبريزي (مسرحية)
علي جناح التبريزي، مسرحية مصرية وهي من تأليف الكاتب المصري ألفريد فرجو قد عرضت أول مرة على خشبة المسرح القومى بالقاهرة عام 1969 و قد كان طاقم العمل بها مكون من  عبد المنعم إبراهيم ,أبو بكر عزت , فيفى يوسف , مجدى وهبة ,  مكرم المصرى , عبد الغنى ناصر , عبد الوهاب خليل ، عبد الهادى انور و قام بأخراجها محمد أبو الفتوح و سعد أردش .
مثلت مرة أخرى في الكويت من قبل فرقة مسرح كويتية و عرضت في الكويت عام 1975 وكانت من بطولة غانم الصالح ومحمد  المنصور وسعاد عبد الله وإبراهيم الصلال ومريم الغضبان، ومن إخراج صقر الرشود.لتحتل المسرحية و كاتبها مكانة في الخليج العربي
وتتناول المسرحية شخصان من شخصيات ألف ليلة و ليلة صاغ منهما المؤلف قصة مستقلة ليعالج بها غرض معين  